# Pellegrini partido
Pellegrini egy partido Argentína középpontjától keletre, Buenos Aires tartományban. Székhelye Pellegrini.

## Népesség
A partido népessége a közelmúltban a következőképpen változott:
| Év   | Lakosság |
| ---- | -------- |
| 2001 | 5972     |
| 2010 | 5887     |